# Guus van Dongen
Juliana Johanna Augusta van Dongen-Preitinger (Keulen, 18 oktober 1878 – Parijs, 21 januari 1946) was een Nederlands schilderes, beter bekend als Guus van Dongen.

## Leven en werk
Guus Preitinger was dochter van een Duitse koopman. Als 4-jarige verhuisde ze met haar ouders naar Rotterdam. Ze studeerde aan de Rotterdamse Academie voor beeldende kunsten, waar ze Kees van Dongen leerde kennen. Preitinger schilderde en aquarelleerde onder meer marines en stillevens. Ze exposeerde meerdere malen, waaronder in 1928 met haar zwager, de beeldhouwer Jan van Dongen.
Preitinger vertrok in 1895 naar Parijs, Kees van Dongen reisde haar twee jaar later achterna. Het stel trouwde in 1901 in Parijs. In dat jaar werd een zoon geboren, die kort daarop overleed. In 1905 kregen zij een dochter. Van Dongen schilderde zijn vrouw meerdere malen en beiden legden ook hun dochter op het doek vast. In 1905 verhuisden ze naar Le Bateau-Lavoir, waar ook Pablo Picasso en diens vriendin Fernande Olivier woonden. 
In 1914 trok Guus van Dongen met dochter Dolly voor de zomer naar Nederland. Door de uitbraak van de Eerste Wereldoorlog duurde het tot 1918 voor ze konden terugkeren. In die tijd schilderde Isaac Israëls een aantal portretten van haar in Spaanse kledij. Tegen de tijd dat ze terugkeerde naar Frankrijk, had haar man een relatie met modeontwerpster Jasmy Jacobs. Het echtpaar scheidde in 1921. Guus vestigde zich met haar dochter in Parijs, ze bleef de naam Van Dongen gebruiken.
De schilderes overleed in 1946, op 67-jarige leeftijd.

## Schilderijen (selectie)

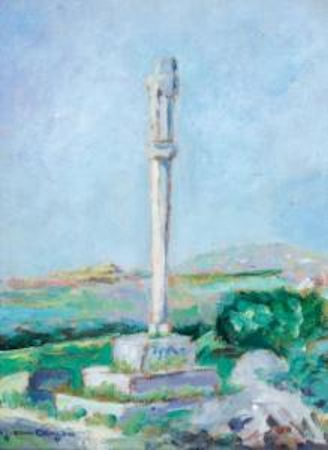
Calvaire de Saint Golgon à Trégastel
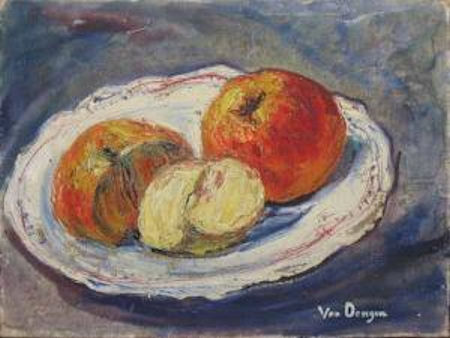
Assiette de pommes
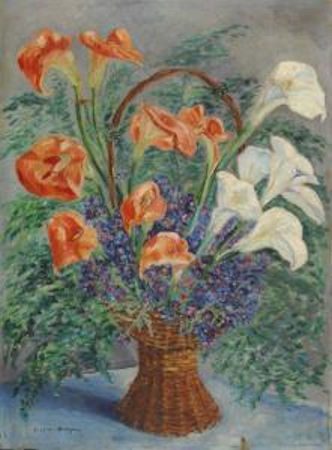
Corbeille de fleurs